# لكموج (أملش الشمالي)
لکموج (بالفارسية: لکموج) هي قرية تقع في إيران في قسم أملش الشمالی الريفي. يقدر عدد سكانها بـ 393 نسمة بحسب إحصاء 2016.